# 根入れ深さ
根入れ深さ（ねいれふかさ）とは、建築構造物、土木構造物などにおける、基礎の土への埋め込み深さのことをいう。より正確には、地盤面の高さ（GL）から、基礎下端までの距離のことを示す。基礎の下に敷かれている割栗石や捨てコンクリートの厚さは含めない。
根入れ深さは、できるだけ深い方が望ましい。根入れ深さが浅いと、地震時や台風時などに、構造物が移動・転倒する恐れがある。また、土の中の水分が凍結するたびに、構造物が持ち上がったりすることを繰り返し、徐々に構造物を変形・破壊させてしまう。

## 代表的な根入れ深さ
- べた基礎：根入れの深さは、12cm以上かつ凍結深度以上でなければならない（平成12年建設省告示1347号）。

- 布基礎：根入れの深さは、24cm以上でなければならない（平成12年建設省告示1347号）。

- ブロック塀：根入れ深さは、30cm以上でなければならない。ただし、側溝や段差のある場合は、最も低い位置を地盤面の高さと考える。

## 根入れ深さの不足と欠陥住宅

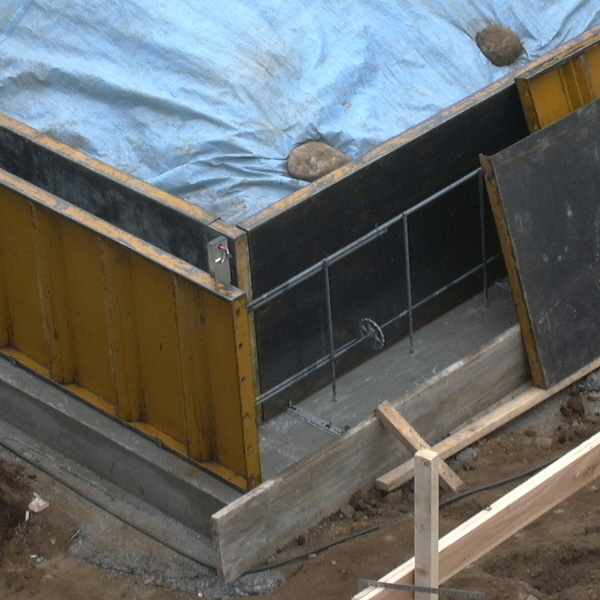
根入れを全くしていない布基礎

上記のような規定があるにもかかわらず、根入れ深さを守っていない住宅は多い。根入れ深さが規定より浅いものもあれば、全く根入れをしていないものもある。その主な理由は、土を掘削する手間や、残土を廃棄するコストなどを削減するためである。このような欠陥住宅は、地震時や台風時などに、構造物が移動・転倒する恐れがある。また、土の中の水分が凍結するたびに、家が基礎ごと持ち上がったりすることを繰り返し、徐々に家を変形・破壊させてしまう。